# Духовний матеріалізм
Духовний матеріалізм — це концепція тибетського ринпоче Чоґ'ям Трунгпа, створена на його спостереженнях за духовною практикою на Заході, яка попереджає про ризик того, що его може захопити духовну практику, щоб зміцнити своє «я».
У 1968 році, під час 10-денного ретриту в Такцхангу, Бутан, Чоґ'ям Трунгпа досяг думки, що для того, щоб уможливити розвиток автентичної духовності на Заході, він повинен спробувати викрити духовний матеріалізм. Роздуми про це були висловлені у книзі «Садхану Махамудри». Він описав цей процес і засоби звільнення від нього в кількох лекціях, що увійшли, зокрема, до його творів.

## Визначення
За словами Чоґ'яма Трунгпи, «фундаментальні проблеми духовного матеріалізму є спільними для всіх духовних дисциплін». «Багато манівців ведуть до спотвореної, егоцентричної версії духовного життя. Ми можемо ввести себе в оману, думаючи, що розвиваємося духовно, тоді як насправді використовуємо духовні техніки для зміцнення свого его. Це фундаментальне спотворення заслуговує на назву духовного матеріалізму».
Для його опису він використовує «трьох володарів матеріалізму»:
1. Володаря Форми з його «невротичним прагненням до комфорту, безпеки й задоволення»;
2. Володаря Слова з використанням «систем ідей»;
3. Володаря Духа з зусиллями, спрямованими на підтримку «самосвідомості».

За словами Чоґ'яма Трунгпи, его може використовувати хитрощі, щоб вижити й навіть зміцнити себе. Наприклад, воно може бути захоплене власною практикою медитації, яка не є автентичною практикою; або ж воно може прагнути «вищого досягнення, більшого звільнення». Використання переконань може ув'язнити нас: «доки ми слідуємо духовному підходу, що обіцяє спасіння, чудеса, звільнення, ми залишаємося зв'язаними золотим ланцюгом духовності». Трунгпа закликає досліджувати власний досвід, згідно з буддійськими принципами, і практикувати медитацію «без дуалістичної фіксації», наближаючись до духовності «природним, звичайним шляхом, позбавленим амбіцій», щоб більше не бути «підвладним трьом лордам матеріалізму».
Однак, за словами Трунгпи, мова не йде про боротьбу з его, що було б рівнозначно дуалістичному ставленню: «Ми віримо, що повинні знищити це его, це „я“ […] тому що зазвичай, коли йдеться про духовність, ми вважаємо, що це питання боротьби зі злом; я — добро, духовність — це найвище добро, найвище добро, а інша сторона — зло. Але справжня духовність — це не битва, а досконала практика ненасильства. Не вважаючи жодну частину себе мерзенною чи ворожою, ми намагаємося використовувати все як частину природного процесу життя. Як тільки ми розвиваємо уявлення про полярність між добром і злом, ми потрапляємо в полон духовного матеріалізму».
Чоґ'ям Трунгпа у своїй книзі на цю тему характеризує духовний матеріалізм як «фальсифіковану духовність» або як наслідок «бюрократії его», яка полягає в «постійному прагненні его до вищої, духовнішої, трансцендентнішої форми знання, релігії, чесноти, дискримінації, комфорту — словом, до всього, що є об'єктом його конкретних пошуків».